# W-15
W-15 — тральщик Імперського флоту Японії, який взяв участь у Другій світовій війні.
Корабель, який належав до типу W-13, спорудили у 1934 році на верфі Fujinagata Zosen у Осаці.
З червня 1941-го корабель належав до 11-го дивізіону тральників. Напередодні вступу Японії у Другу світову війну W-15 перейшов з метрополії до Мако (важлива база ВМФ на Пескадорських островах у південній частині Тайванської протоки), а 7 грудня разом зі ще двома тральниками вийшов звідси із завданням супроводжувати загін, що мав висадити допоміжний десант на півночі філіппінського острова Лусон. Висадка відбулася в ніч проти 10 грудня у Апаррі (при цьому авіацією був потоплений один з тральників 30-го дивізіону W-19).
17—22 грудня 1941-го W-15 забезпечував проходження з Такао одного з конвоїв, що перевозили головну армію вторгнення на Філіппіни, і по прибутті до затоки Лінгайєн (західне узбережжя острова Лусон) здійснив тут бойове траління.
На початку січня 1942-го тральник вже перебував у Давао (порт на південному узбережжі острова Мінданао), звідки вийшов 7 січня серед численних кораблів ескорту, які супроводжували транспорти з десантом на Таракан (центр нафтовидобувної промисловості на північно-східному завершенні острова Борнео). Висадка успішно пройшла 11 січня, а 21 січня W-15 рушив з Таракану для супроводу загону, що мав захопити Балікпапан (інший центр нафтової промисловості на сході Борнео). Висадка відбулася в ніч проти 24 січня й цього разу японці відчули істотну протидію. W-15 у темряві прийняли за есмінець або навіть крейсер, через що американські есмінці USS Parrott та USS John D. Ford випустили по тральнику вісім та одну торпеду відповідно, що не принесло жодного успіху. У підсумку японський загін втратив кілька транспортів, проте операція з оволодіння Балкпапаном пройшла успішно.
Є відомості, що тральник залучали для супроводу транспортів та траління в межах операції з висадки на острові Ява (відбулась у другій половині лютого — на початку березня).
У березні 1942-го 11-й дивізіон тральників розформували, а W-15 передали до 22-ї спеціальної військово-морської бази, яку розмістили в Балікпапані.
7 серпня 1942-го союзники висадилась на сході Соломонових островів, що започаткувало шестимісячну битву за Гуадалканал та змусило японське командування перекидати до регіону підкріплення. Не пізніше середини жовтня W-15 вже був у Рабаулі — головній передовій базі в архіпелазі Бісмарка, з якої провадились операції на Соломонових островах та сході Нової Гвінеї. Так, відомо що 13—17 жовтня тральник супроводжував транспорт, який рушив з Рабаулу на острів Гуам (Маріанські острови), а 23 жовтня вже був на якірній стоянці Шортленд — прикритій групою невеликих островів Шортленд акваторії у південного узбережжя острова Бугенвіль, де зазвичай відстоювались кораблі та перевалювались вантажі перед відправленням далі на схід у зону боїв за Гуадалканал.
Більш як три місяці W-15 ніс патрульно-ескортну службу на Шортленді з періодичними рейсами до Рабаула, крім того, 14—16 січня 1943-го він здійснив ескортний рейс до острова Коломбангара на заході архіпелагу Нью-Джорджія (на цей час японці вже готувались евакуювати гарнізон з Гуадалканалу і центральні Соломонові острови стали їх передовою лінією захисту).
16 лютого 1943-го W-15 прибув на атол Трук у центральній частині Каролінських островів (тут була головна японська база в Океанії), де перебував більш як два тижні, а потім супроводив звідси конвой із кількох транспортів, які 11 березня прибули на Шортленд.
До середини липня 1943-го W-15 ніс патрульно-ескортну і тральну службу на Шортленді, а також кілька разів відвідав Рабаул. 20 квітня тральщик доставив до Буїну (пристань у глибині акваторії Шортленду) тіло адмірала Ямамото, який за дві доби до того загинув при атаці ворожих винищувачів.
18 липня 1943-го під час нальоту американської авіації на Шортленд W-15 зазнав пошкоджень і 20 липня був приведений до Рабаула на буксирі іншим тральщиком W-22. Втім, уже 7 серпня W-15 зміг вийти в море для супроводу кораблів флоту. 9 серпня тральщик прибув до Кавієнгу (друга за значенням японська база в архіпелазі Бісмарка, розташована на північному завершенні острова Нова Ірландія), 10—13 серпня ескортував конвой № 2072, що прямував на Трук, а 15—28 серпня супроводжував 3 транспорти з Труку до метрополії, після чого став на ремонт у Куре.
Наприкінці листопада 1943-го W-15 перевели до загону охорони ВМБ Сасебо (обернене до Східнокитайського моря узбережжя Кюсю). З грудня 1943-го по лютий 1944-го W-15 переважно супроводжував конвої до Шанхаю та назад, при цьому 21 грудня провів кілька атак глибинними бомбами проти ворожої субмарини, проте не досягнув успіху.
З березня 1944-го W-15 ніс патрульно-ескортну службу між Сасебо, Окінавою та Кіруном (наразі Цзілун, на північному завершенні Тайваню). 29 квітня з тральщика під час перебування в районі Сесо (Окінава) помітили три торпеди, проте жодна з них не поцілила (втім, і контратака глибинними бомбами була безрезультатною). 6—8 травня W-15 виходив з Сасебо для охорони флотського судна постачання «Мамія», торпедованого й пошкодженого підводним човном (можливо відзначити, що цього разу «Мамія» довели на буксирі до бази, але у грудні того ж 1944 року транспорт усе-таки був потоплений субмариною).
15—22 червня 1944-го W-15 пройшов з Кіруну до острова Себу в центральній частині Філіппінського архіпелагу. В цей період японський флот рушив для протидії висадці союзників на Маріанських островах, що розглядались як складова частина головного оборонного периметра імперії, а тому на Філіппінах виникла потреба в додаткових ескортних кораблях. 23 червня W-15 супроводив танкер «Юхо-Мару» від Себу до острова Гімарас (на виході з Філіппінського архіпелагу в море Сулу), а 24 червня охороняв пошкоджений підводним човном танкер «Іцукусіма-Мару» під час його перебування біля Гімарас та переходу до Маніли. 14—16 липня тральщик пройшов з Маніли до Такао (наразі Гаосюн, на південному завершенні Тайваню) у складі охорони конвою MATA-24A, після чого повернувся до роботи в районі між Кіруном, Окінавою та Кагосімою (південне завершення Кюсю).
5 серпня 1944-го під час тайфуну W-15 в районі Кагосіми зазнав пошкоджень при зіткненні з транспортом «Фушимі-Мару», після чого з 7 по 27 серпня проходив ремонт у Сасебо.
19 вересня 1944-го W-15 вийшов з Кіруну у складі ескорту конвою TAKA-909, який мав прямувати до Кагосіми. За кілька годин по тому підводний човен торпедував та потопив танкер. W-15 супроводив інші транспорти назад у Кірун, після чого повернувся в район нападу та розпочав пошуки ворожої субмарини, які, втім, не дали жодних результатів.
21 жовтня 1944-го тральщик та інші ескортні кораблі почали проведення з Кіруну конвою KATA-916. Наступної доби підводний човен потопив один та пошкодив другий транспорт (який у підсумку також затонув). W-15 взяв участь у безрезультатних протичовнових заходах, після чого ескортував до Нахи (Окінава) ще один транспорт, який затримався на місці нападу, оскільки певний час намагався провадити на буксирі пошкоджене судно.
7—10 листопада 1944-го W-15 взяв участь у ескортуванні конвою NAKA-713 (Наха — Кагосіма), при цьому один з транспортів був торпедований і потоплений американським підводним човном.
22 листопада 1944-го тральщик разом з іншими кораблями ескорту повели з Кіруну конвой TAKA-206. Незадовго до завершення тієї ж доби субмарина потопила одразу три транспорти. W-15 провів безрезультатні протичовнові заходи, після чого зміг вночі підібрати пів сотні вцілілих та попрямував назад на Формозу, здійснюючи пошук та ескортування інших суден конвою.
4 березня 1945-го W-15 розпочав ескортування від острова Амаміосіма (центральна група архіпелагу Рюкю) конвою NAKA-203. Вранці 5 березня поблизу острова Акусекідзіма тральщик був торпедований підводним човном USS Tilefish. Пасажирів та секретні документи вдалось передати на транспорт «Баншу-Мару № 51», після чого W-15 викинувся на рифи Сувасі (Suwasi). З USS Tilefish випустили ще дві торпеди, проте вони здетонували об риф. У наступні чотири доби кілька кораблів зняли з тральщика озброєння та команду, а сам W-15 у підсумку визнали остаточно втраченим.